# 添田駅

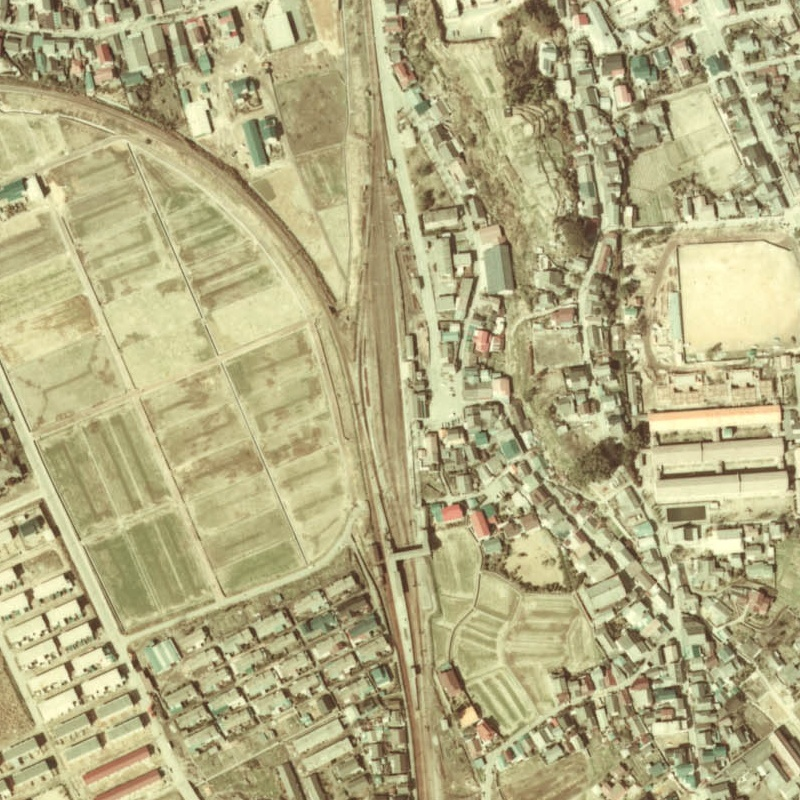
駅周辺を写した航空写真（1974年度撮影）。画像中央が添田駅。北西から急カーブを描いて駅を通り南に延びる路線が日田彦山線。北に延びる路線が添田線（現在廃止）。

添田駅（そえだえき）は、福岡県田川郡添田町大字添田にある、九州旅客鉄道（JR九州）日田彦山線の駅および、JR九州バスの日田彦山線BRT（BRTひこぼしライン）のバス停留所である。
添田町の中心駅。かつては添田線と接続していた。

## 歴史
もともとは小倉鉄道が後の添田線の前身にあたる東小倉 - 上添田間を開通させた際、その終点として開業させた駅である。その後、1942年（昭和17年）に日田彦山線の前身である田川線が延長された際、1.2 kmほど北西の西添田駅から当駅を経由するルートで開業した。西添田 - 添田間ではあまり離れていない2点間に線路を敷いたため、区間内に急カーブが2箇所あり、また既に添田駅構内は添田線のホームや貨物の操車線が敷設されていたため、添田駅の日田彦山線ホームは現駅舎から100 mほど離れた位置に敷設せざるを得なかった。

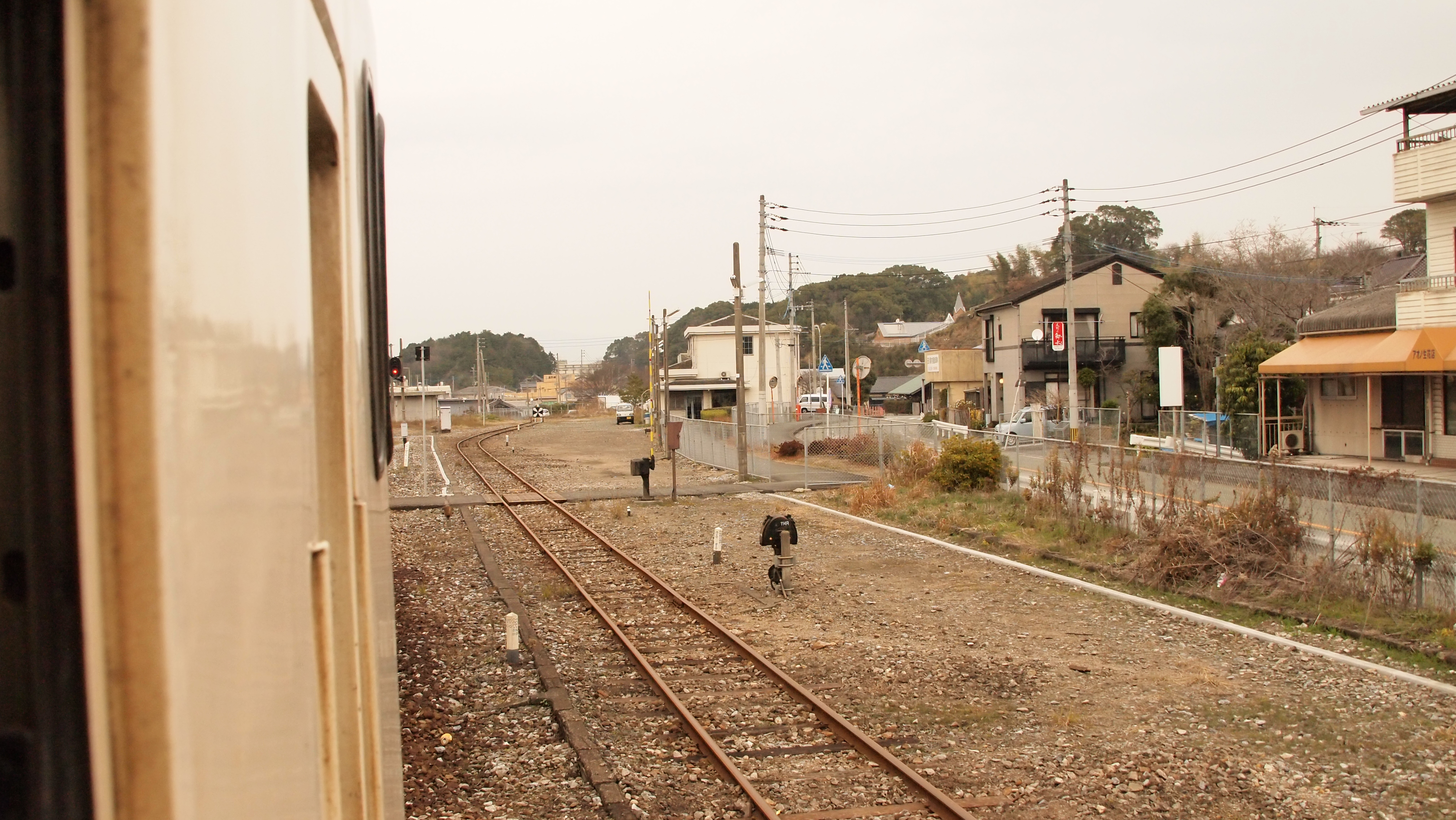
添田駅本屋からホームまでは100 m離れていた

### 年表
- 1915年（大正4年）4月1日：小倉鉄道の上添田駅として開業[4]。
- 1933年（昭和8年）ごろ：彦山口駅に改称[3]。
- 1942年（昭和17年）
  - 8月1日：小倉鉄道が買収され国鉄線となる。添田駅に改称[3]。
  - 8月25日：田川線の西添田 - 彦山間が開通[3]。
- 1960年（昭和35年）4月1日：香春 - 大任 - 添田を添田線として日田線から分離[4]。
- 1985年（昭和60年）4月1日：添田線が全線廃止[4]。
- 1987年（昭和62年）4月1日：国鉄分割民営化により九州旅客鉄道に承継[5]。
- 1988年（昭和63年）3月：現駅舎が竣工[1][4]。
- 2007年（平成19年）3月18日：ダイヤ改正により添田 - 小倉間の上り快速列車が設定される。
- 2015年（平成27年）3月14日：無人化[2]。
- 2017年（平成29年）7月5日：平成29年7月九州北部豪雨の影響により当駅 - 夜明駅間で不通となる。
- 2023年（令和5年）8月28日：当駅 - 久大本線の日田駅間で日田彦山線BRT（BRTひこぼしライン）の運行を開始。鉄道と同一ホームで、対面での発着となる。

## 駅構造
島式ホーム1面2線を有する地上駅で、1線は日田彦山線が発着する鉄道線、もう1線は日田彦山線BRTおよび西鉄バスが発着するバス乗降場となっている。駅構内のバス専用道はホーム南方約150 mに入口があり、北側が出口となる一方通行である。これによりバス乗降口が常にホーム側となり、鉄道との対面乗換が可能となっている。
バス乗降場の側に設置された待合ブースは、デザインコンセプトを「やまなみ」とし、BRT沿線の山々が連なる景色が木材で表現されている。
BRT開業前までに現行ホーム周辺および前述の添田線方面の旧構内部分までの大規模な改修工事が行われた。鉄道側の1面2線から1面1線への変更に伴う配線変更、添田線方面の旧構内部分および構内バス専用道の新設に伴うBRTのりば側の鉄道敷が撤去された。ホームまでのスロープや一般車等の乗降用スペースが設置され、添田線旧構内部分はBRT用バスを含む車庫・駐車場および充電設備スペースに転用された。
また、現行ホーム直近には2023年9月中に添田駅の駅表示ブロック、別のトイレ、および併設の駐車場・駐輪場が新設された。これらの新設された施設からホームの間まで、バリアフリー対応である。
前述の歴史的な経緯により、現行ホームから離れた位置に鉄筋コンクリート造2階建ての駅舎があったが、改修工事によりこの駅舎を通ることなく駅構内に出入りすることが可能となり、自動券売機などもホーム上に移設されたため、駅舎としての機能は失われた。旧駅舎にはBRTの運行拠点としてJR九州バス添田支店が設置されたほか、残りは展示物スペースや交流スペースに模様替えされ、バス営業所部分を除き日中自由に出入り可能となっている。

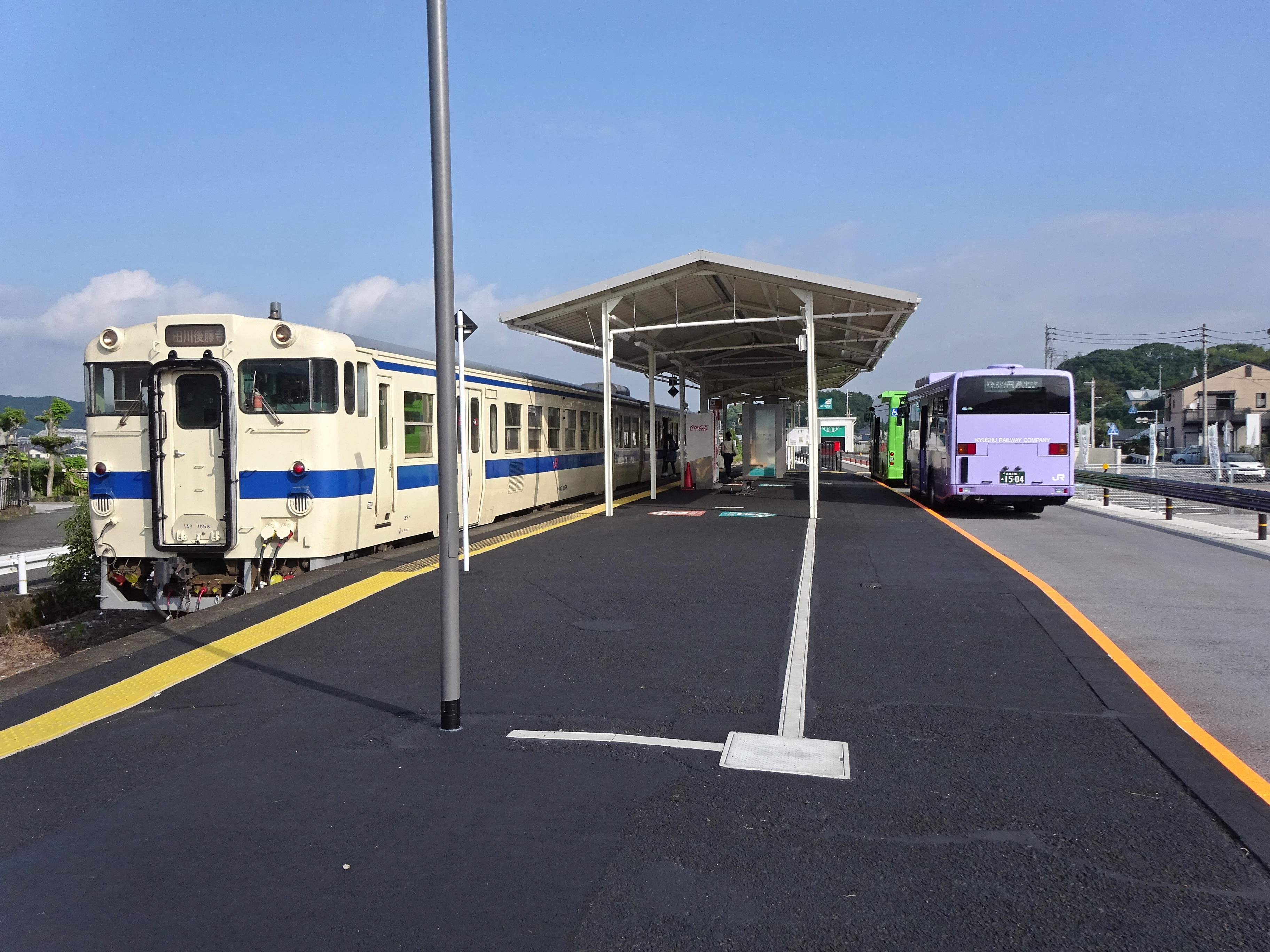
ホーム（2023年9月）
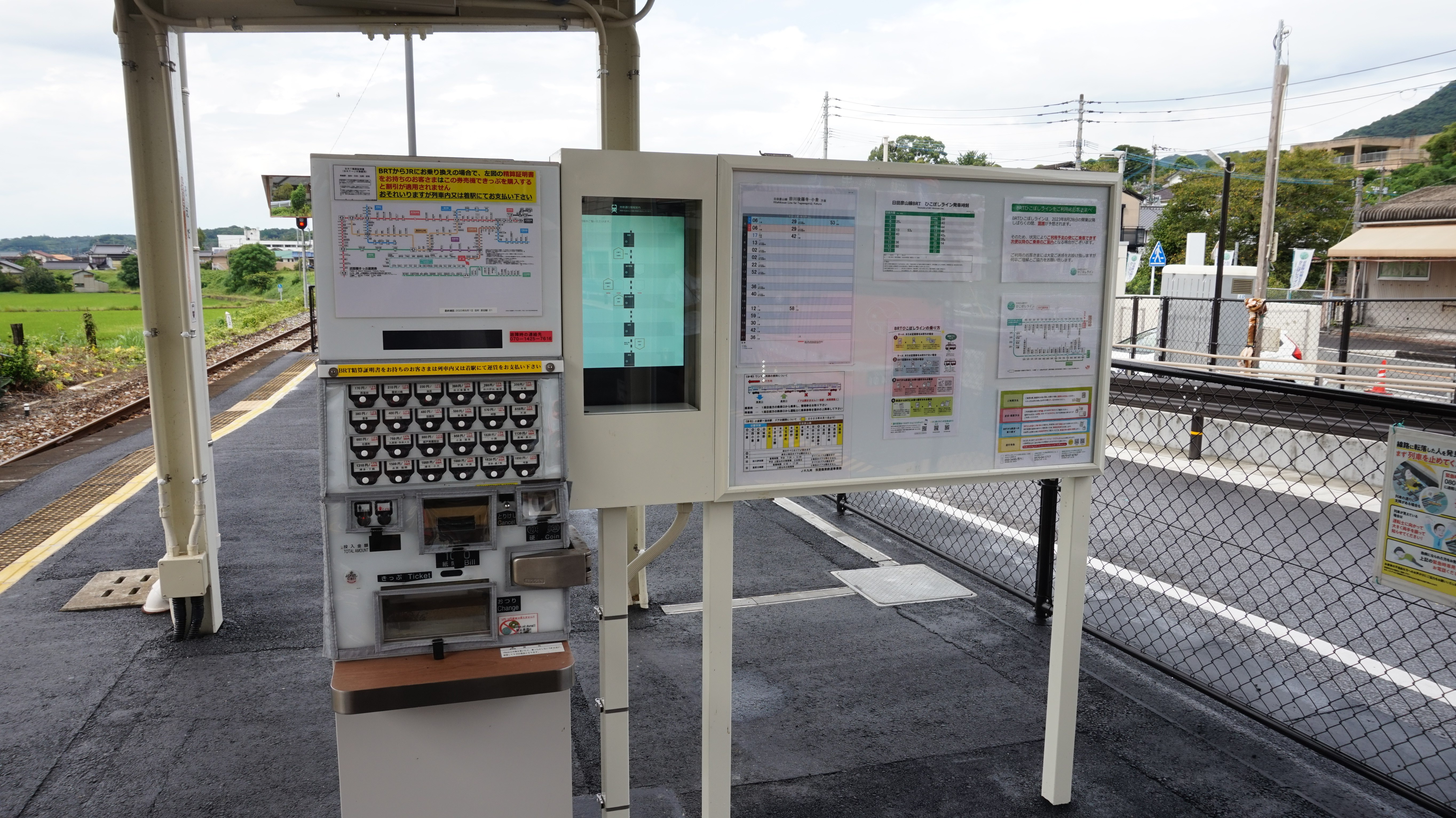
ホーム上の自動券売機、運行状況表示器などの設備（2023年9月）
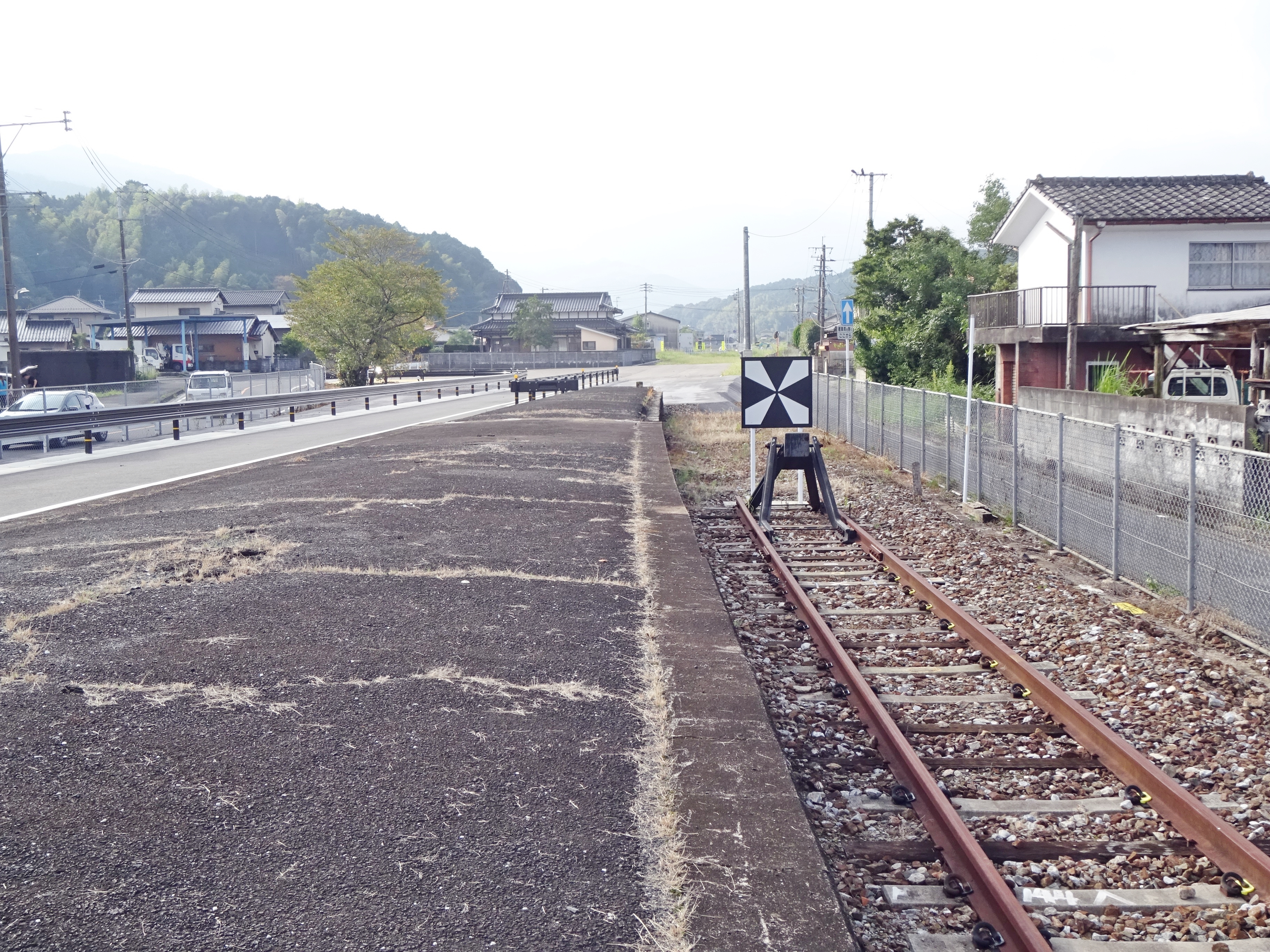
駅の線路末端。かつてはここから英彦山方面に線路が延びていた（2023年9月）
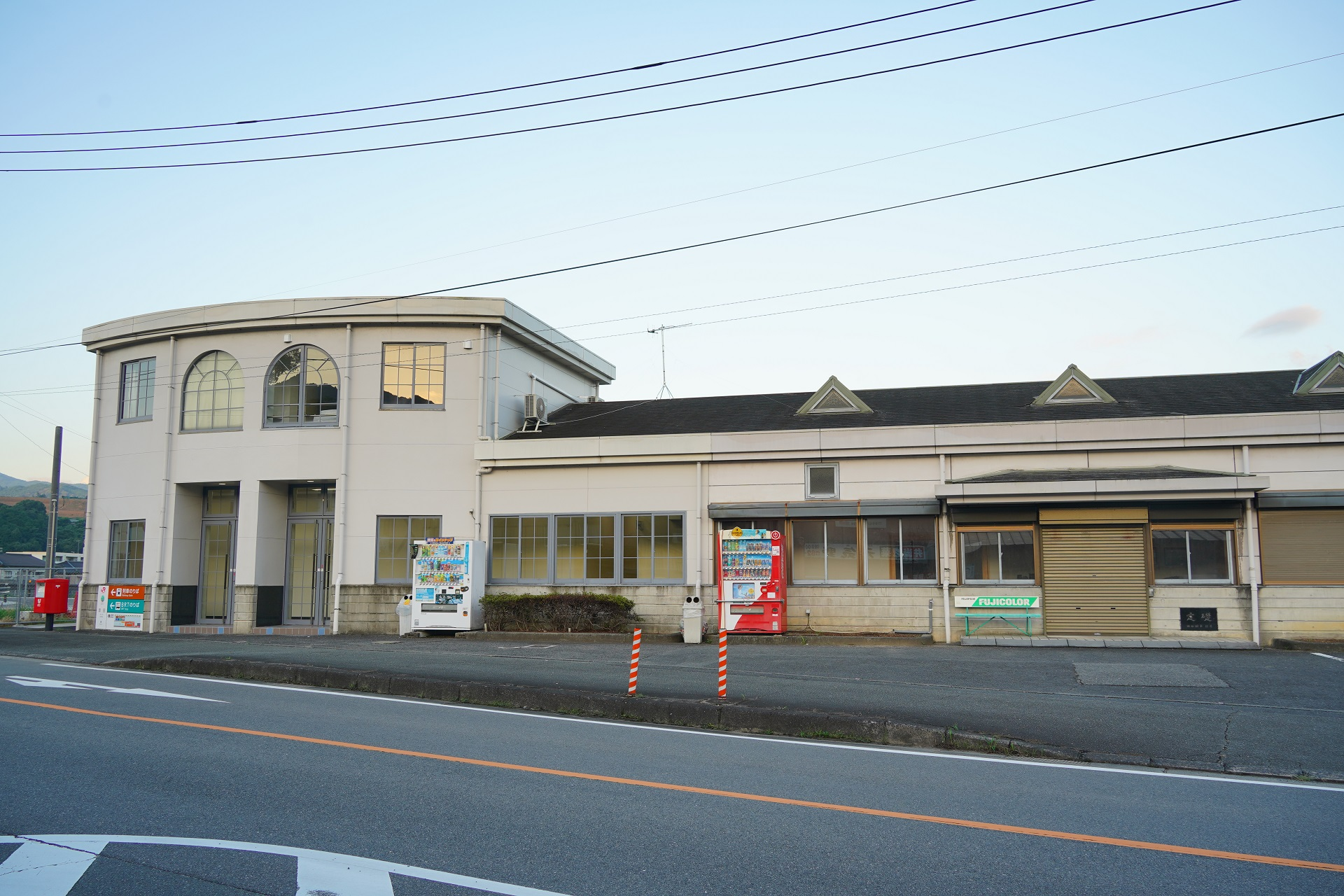
BRT接続駅化のため駅名表示が撤去された旧駅舎（2023年9月）
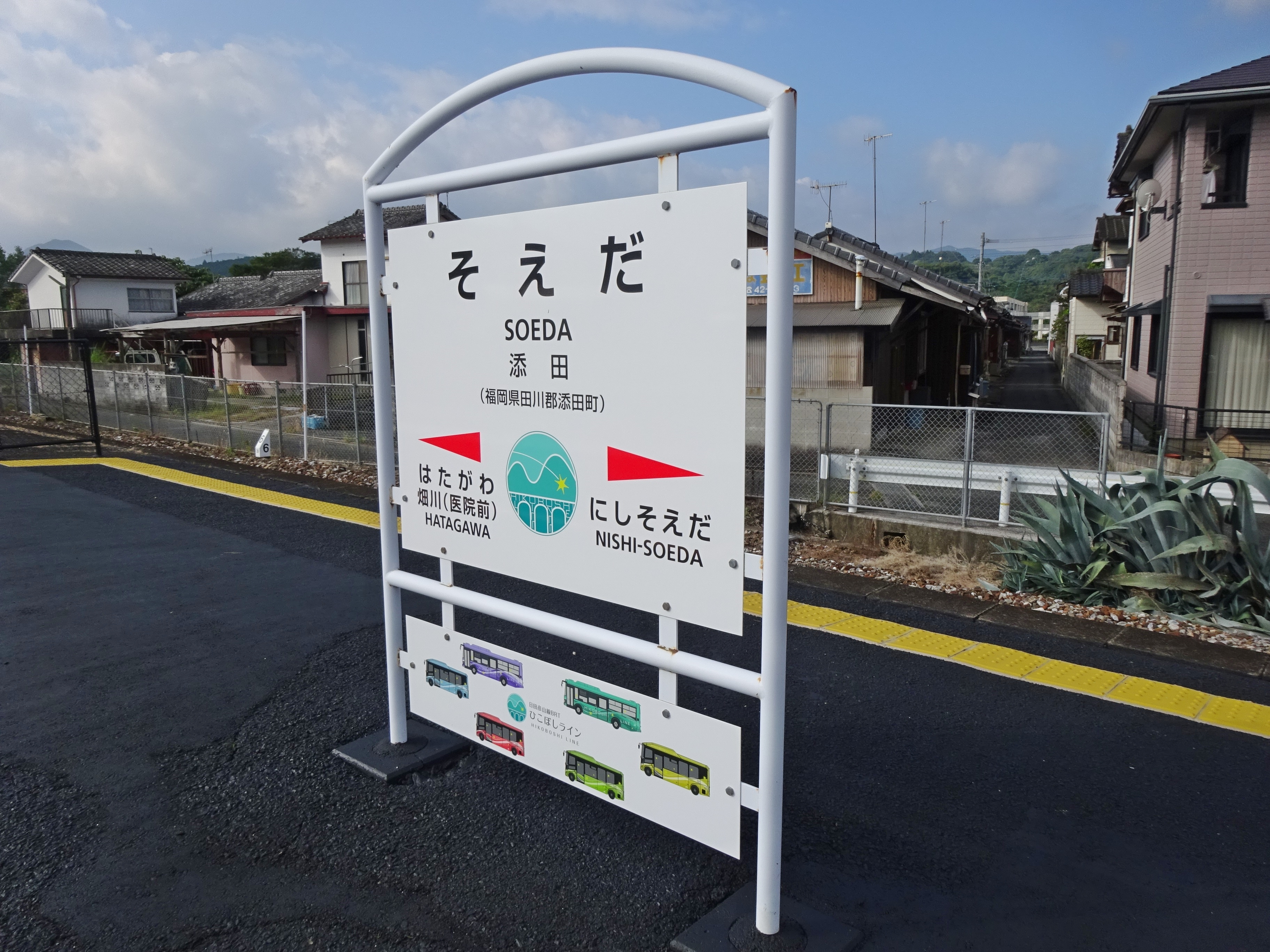
BRT・鉄道両方に対応した駅名標

BRT開業のための改修工事開始以前は、鉄道線で島式ホーム1面2線を有する地上駅であった。駅舎とホームの間には以前は跨線橋があったが、撤去されて構内踏切で連絡していた。
廃止された添田線のホームは、BRT開業まで使用されていた駅舎の位置にあり、その頃の駅舎は添田線ホームの東側（現在は道路となっている場所）に設けられていた。添田線廃止後、旧駅舎を取り壊して道路用地に充て、添田線の旧1番線があった位置に駅舎を建設した。この駅舎は物産館と合築であったが、現在まで写真店が入居している。
構内に留置線があり、深夜に1編成が夜間滞泊していたが、BRT導入工事の過程で単線化され、夜間滞泊は廃止された。2018年3月16日までは2本留置であった。

### のりば
| のりば              | 路線           | 方向 | 行先                 |
| ------------------- | -------------- | ---- | -------------------- |
| BRTのりば（旧: 2）  | ■日田彦山線BRT | 下り | 彦山・日田方面       |
| 列車のりば（旧: 3） | ■日田彦山線    | 上り | 田川後藤寺・小倉方面 |

- 豪雨前は2・3番線とも両方向へ発車設定があり、下り列車は主に2番線、上り列車は主に3番線を使用していたが、当駅より下り方のBRT化のために2番線は線路が撤去されBRTが発着、3番線は列車が発着する。
- BRT開業後現在まで、BRTの遅延による列車の接続は行わないものとされている[9]。

## ギャラリー

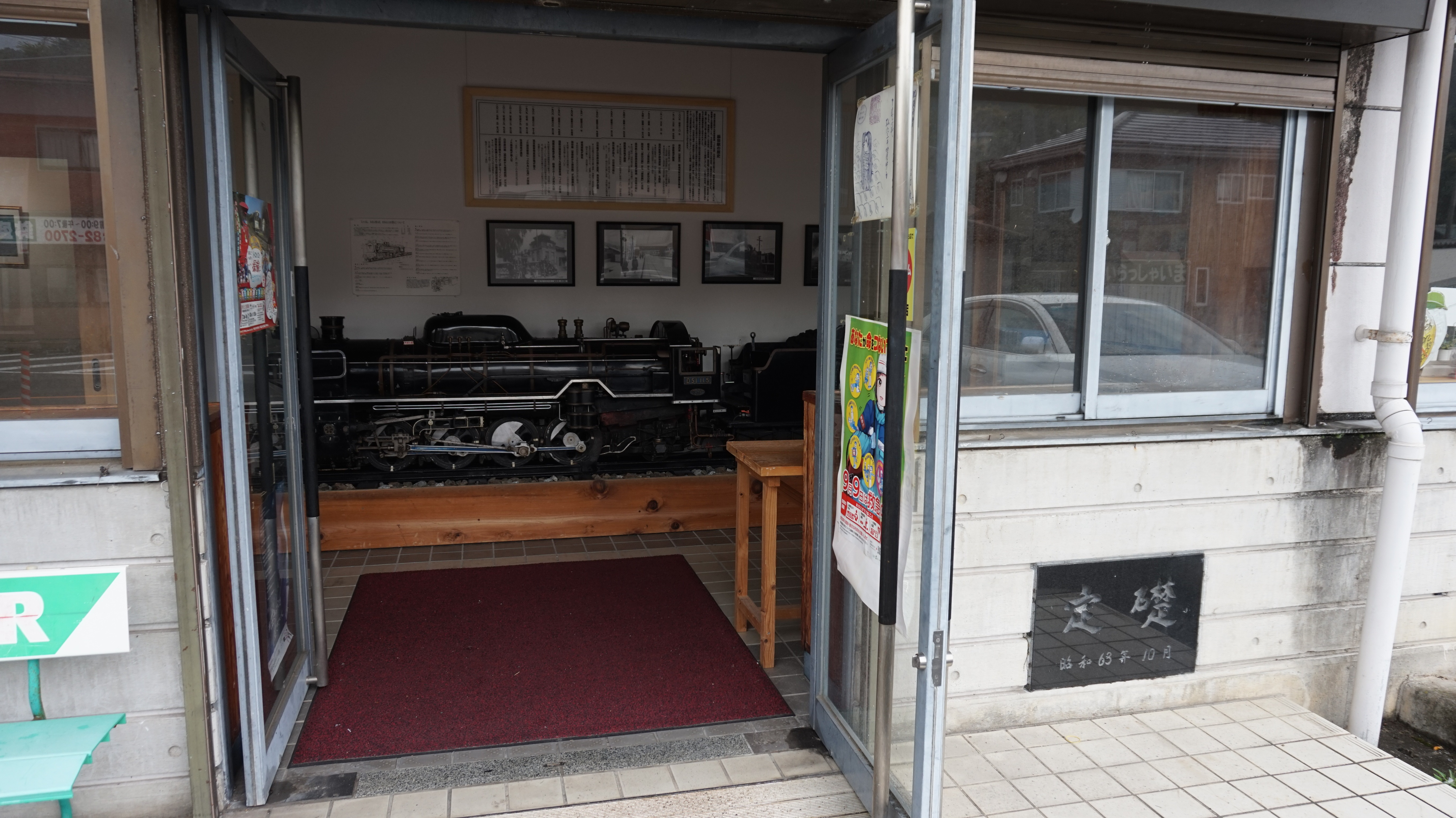
旧駅舎にある展示場。SL模型が展示中（2023年9月）
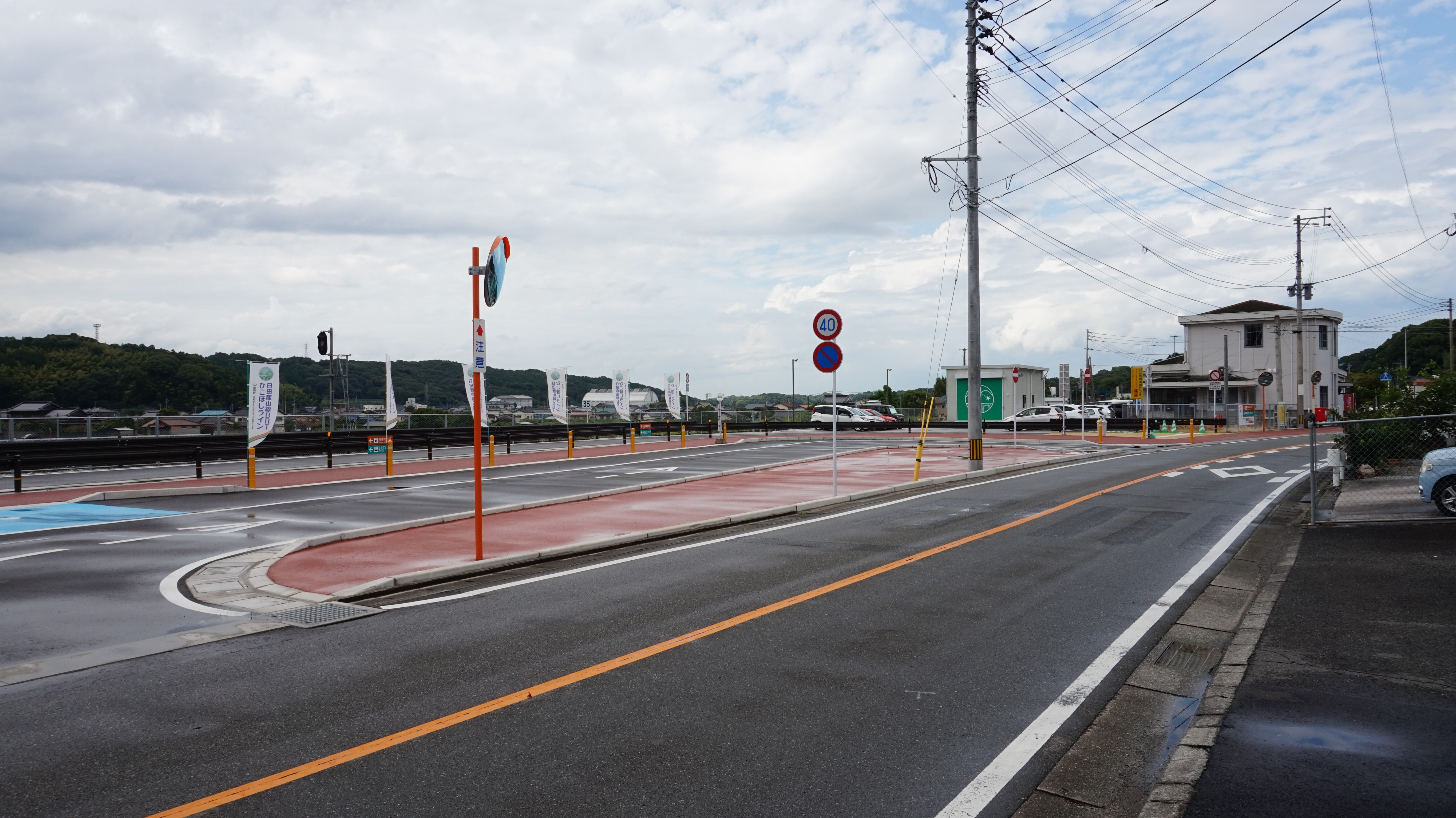
新設された一般車等の停車用スペース（2023年9月）
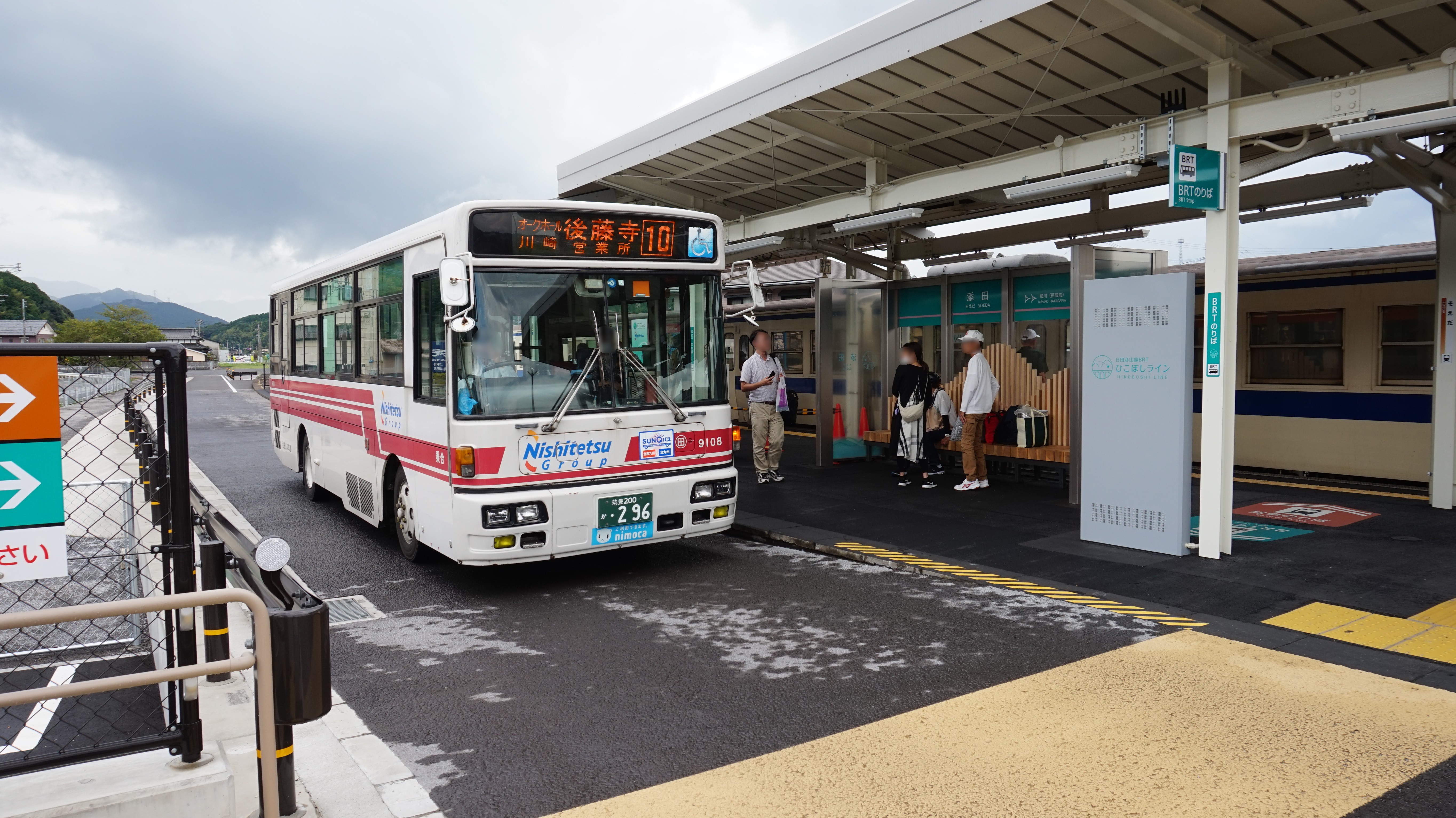
BRTのりばに到着した西鉄バス（2023年9月）
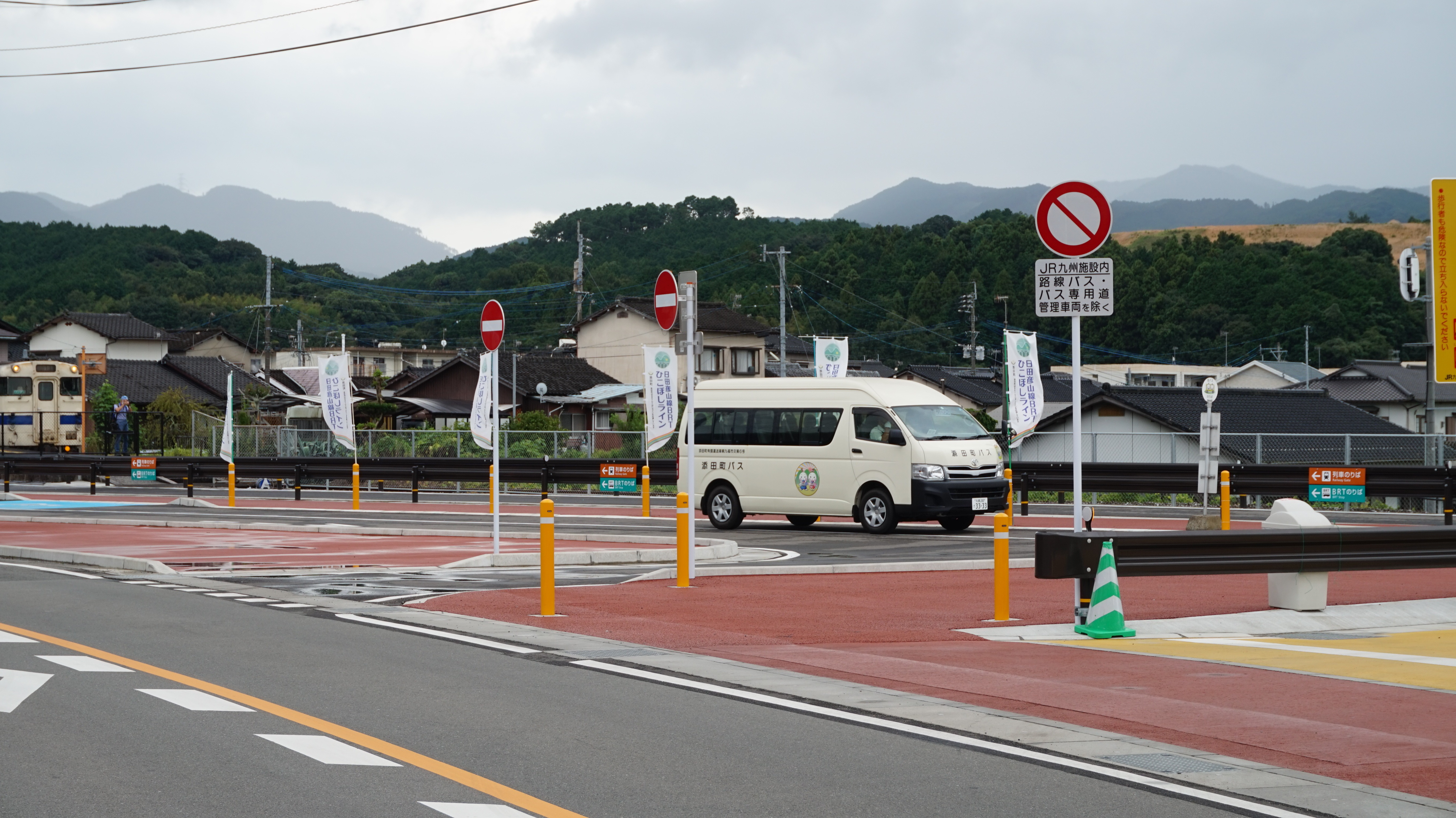
一般車停車スペースに到着した添田町バス（2023年9月）

## 駅周辺
添田駅前道路を道沿いに北に行った「JR添田駅横広場」構内（駅ホームからは直線距離で約250 m、駅舎からは約120 mほど北の位置にある）に、西鉄バス停留所（後述）がある。以前は同じ場所に代行バス発着所および添田町バス発着所があった。
駅周辺は添田町の中心部にあたる。駅舎の反対側には住宅団地が多く建つ。
- 添田町役場
- 添田町立添田小学校
- 添田町立添田中学校
- 添田郵便局
- 田川農業協同組合添田支所

### バス路線
- 西鉄バス筑豊 - 田川市（西鉄後藤寺営業所）から川崎町および添田駅を経由し、添田町北部のめんべい添田町工場に至る1路線のみ。かつては当駅から北へ約400 m離れた場所に添田バスセンター（西鉄バス筑豊添田支社）があり、当駅からではなく同バスセンターから発着していたが、現在は町内のほとんどの路線が廃止され、添田バスセンター・西鉄バス筑豊添田支社も廃止された。同支社の廃止後に前述の「JR添田駅横広場」構内に「添田駅前」バス停を新設したが、BRT開業に伴うダイヤ改正で、西鉄バスは添田駅構内のBRTホームへ乗り入れることになり、BRTホーム上に「添田駅」バス停を新設するとともに、広場内の添田駅前バス停は「添田駅入口」となった[6]。
  - 10：添田駅 → 伊原 → めんべい添田町工場
  - 10：添田駅 → 西添田駅口 → 川崎 → 西鉄後藤寺
  - 10：添田駅 → オークホール → 川崎 → 西鉄後藤寺
- 添田町バス - 前述の「JR添田駅横広場」構内から発着していたが、BRT開業に伴い、駅ホームすぐ北の一般車等の乗降用スペースから発着するようになった。また、開業に伴いBRTと重複する添田駅周辺 - 彦山駅間の運行を原則廃止し、下記の3コースの運行となった[10]
  - まちなかコース（町役場・添田駅周辺を運行。土日祝日は運休）[11]
  - まちなかコース〈中元寺経由〉（桝田駅 - 中元寺方面 - 添田駅。1日1便、土日祝日は運休）
  - ひこさんコース（彦山駅 - 英彦山方面（豊前坊））
  - ひこさんコース〈英彦中学校前行〉（役場 - 添田駅 - 郵便局・添田小学校・畑川・医院前方面 - 英彦中学校前。1日1便、土日祝日は運休）

## 隣の駅
九州旅客鉄道（JR九州）
■日田彦山線
■快速（当駅始発・上りのみ）・■普通
西添田駅 - 添田駅 - *歓遊舎ひこさん駅
*:当駅 - 夜明駅間は列車運休区間
JR九州バス・JR九州
■日田彦山線BRT（BRTひこぼしライン）
添田駅 - 畑川（医院前）駅

### 廃止区間
日本国有鉄道
添田線
伊原駅 - 添田駅